# Megang Sakti V
Megang Sakti V is een bestuurslaag in het regentschap Musi Rawas van de provincie Zuid-Sumatra, Indonesië. Megang Sakti V telt 3330 inwoners (volkstelling 2010).